# Graveney with Goodnestone
Graveney with Goodnestone es una parroquia civil del distrito de Swale, en el condado de Kent (Inglaterra).

## Geografía
Según la Oficina Nacional de Estadística británica, Graveney with Goodnestone tiene una superficie de 12,73 km².

## Demografía
Según el censo de 2001, Graveney with Goodnestone tenía 472 habitantes (47,67% varones, 52,33% mujeres) y una densidad de población de 37,08 hab/km². El 19,49% eran menores de 16 años, el 70,55% tenían entre 16 y 74 y el 9,96% eran mayores de 74. La media de edad era de 42,49 años. Del total de habitantes con 16 o más años, el 18,68% estaban solteros, el 62,11% casados y el 19,21% divorciados o viudos.
El 94,11% de los habitantes eran originarios del Reino Unido. El resto de países europeos englobaban al 1,89% de la población, mientras que el 4% había nacido en cualquier otro lugar. Según su grupo étnico, todos los habitantes eran blancos. El cristianismo era profesado por el 76,43%, mientras que el 16,35% no eran religiosos y el 7,22% no marcaron ninguna opción en el censo.
168 habitantes eran económicamente activos, 197 de ellos (96,1%) empleados y 8 (3,9%) desempleados. Había 211 hogares con residentes, 14 vacíos y 3 eran alojamientos vacacionales o segundas residencias.